# Maurice der Kater (Film)
Maurice der Kater (Originaltitel: The Amazing Maurice) ist ein computeranimierter Fantasyfilm, der auf dem Roman Maurice der Kater von Terry Pratchett basiert.
Seine Premiere feierte der Familienfilm am 13. November 2022 auf dem Manchester Animation Festival. Der Kinostart erfolgte in Deutschland am 9. Februar 2023.

## Produktion und Vertrieb
Im Juni 2019 wurde die Literaturverfilmung angekündigt. Der ist eine Koproduktion der Ulysses Filmproduktion mit der britischen Cantilever Media sowie den Animationsstudios Studio Rakete (Hamburg) und Red Star Animation (Sheffield). Toby Genkel führte die Regie, Florian Westermann die Co-Regie. Das Drehbuch schrieb Terry Rossio, Heiko Hentschel war für das Production und Character Design verantwortlich. Finanzielle Mittel für die Produktion erhielten die Filmstudios unter anderem von der Filmförderung Hamburg Schleswig-Holstein und Creative Europe Media.
Die Post-Credit-Szene greift eine Form der Erinnerung an Terry Pratchett auf.
Sky Cinema veröffentlichte den Film 2022 in Großbritannien. Telepool hat die Vertriebsrechte für den deutschsprachigen Raum erworben und Telepools Vertriebsarm Global Screen erhielt die Rechte für die restlichen Weltregionen.

## Synchronisation
| Rolle              | Originale Stimme   | Deutsche Stimme      |
| ------------------ | ------------------ | -------------------- |
| Maurice            | Hugh Laurie        | Bastian Pastewka     |
| Malicia            | Emilia Clarke      | Gabrielle Pietermann |
| Der Boss           | David Thewlis      | Thomas Rauscher      |
| Keith              | Himesh Patel       | Jerry Hoffmann       |
| Pfirsiche          | Gemma Arterton     | Sina Zadra           |
| Bürgermeister      | Hugh Bonneville    | Volker Hanisch       |
| Sonnenbraun        | Ariyon Bakare      | Tim Grobe            |
| Gefährliche Bohnen | David Tennant      | Murali Perumal       |
| Rattenfänger       | Rob Brydon         | Monty Arnold         |
| Nahrhaft           | Julie Atherton     | Janin Ullmann        |
| Sardinen           | Joe Sugg           | Jens Wawrczeck       |
| Der Tod            | Peter Serafinowicz | Wolf Frass           |

## Auszeichnungen
Maurice der Kater wurde Mitte Januar 2023 in die Vorauswahl der Kinderfilme für den Deutschen Filmpreis aufgenommen. Im Folgenden weitere Nominierungen und Auszeichnungen.
Europäischer Filmpreis 2023
- Nominierung als Bester Animationsfilm[11]